# Pericoma slossonae
Pericoma slossonae és una espècie d'insecte dípter pertanyent a la família dels psicòdids que es troba a Nord-amèrica: des de Manitoba fins al Quebec, Michigan i Pennsilvània.